# Giuseppe Cavallotto
Giuseppe Cavallotto (ur. 13 lutego 1940 w Noche dì Vinchio, zm. 27 kwietnia 2025 w Cuneo) – włoski duchowny katolicki, biskup Cuneo i Fossano w latach 2005-2015.

## Życiorys
Święcenia kapłańskie otrzymał 29 czerwca 1964 i został inkardynowany do diecezji Asti. Po święceniach objął urząd rektora niższego seminarium. W 1969 został krajowym asystentem Akcji Katolickiej. W 1979 został wykładowcą Papieskiego Uniwersytetu Urbaniana w Rzymie. W 1995 objął funkcję dziekana wydziału misjologicznego na tymże uniwersytecie, zaś w 2004 został rektorem uczelni.
24 sierpnia 2005 papież Benedykt XVI mianował go ordynariuszem dwóch diecezji złączonych w unii in persona episcopi: Cuneo i Fossano. Sakry biskupiej udzielił mu kardynał Severino Poletto.
9 października 2015 przeszedł na emeryturę, a jego następcą ogłoszono prałata Piero Delbosco.